# Mercury Theatre
Das Mercury Theatre war eine Theatergruppe in New York City, die von Orson Welles und John Houseman gegründet wurde. Die erste Produktion des Mercury Theatre wurde im Juni 1937 aufgeführt. Nach anfänglichen Bühnenerfolgen startete die Theatergruppe ein Jahr später ihre Zusammenarbeit mit dem Radio.
Orson Welles hatte bereits vorher zahlreiche Hörspiele inszeniert, unter anderem eine siebenteilige Adaption von Victor Hugos Les Misérables. 1938 wurde ihm die Möglichkeit geboten, eine wöchentliche einstündige Serie zu erarbeiten, die ursprünglich First Person Singular hieß und später in The Mercury Theatre on the Air umbenannt wurde. Welles bestand darauf, dass die Theaterkompanie – Schauspieler und weitere Mitarbeiter – in die Arbeit an der Serie mit eingebunden werden. Obwohl diese Forderung ebenso ungewöhnlich wie kostenintensiv war, konnte er sie gegenüber den Verantwortlichen durchsetzen.
Bereits im ersten Jahr, 1938, entstand in Zusammenarbeit mit der CBS das berühmteste Stück der Hörspielgeschichte, H. G. Wells’ The War of the Worlds (dt. Krieg der Welten).

## Mitglieder
- William Alland
- Richard Barr
- Bea Benaderet
- Ray Collins
- Joseph Cotten
- George Coulouris
- Geraldine Fitzgerald
- Arlene Francis
- Martin Gabel
- John Houseman
- John Hoyt
- Whitford Kane
- Norman Lloyd
- Agnes Moorehead
- Vincent Price
- Erskine Sanford
- Stefan Schnabel
- Hiram Sherman
- Everett Sloane
- Paul Stewart
- Ruth Warrick
- Orson Welles
- Mary Wickes
- Richard Wilson